# Knut Stiblert
Knut Bertil Stiblert, född 10 november 1922 i Malmö, död 1990 i Västerås, var en svensk väg- och vattenbyggnadsingenjör och företagsledare.
Stiblert, som var son till disponent Oscar Svensson och Nanny Jacobsson, avlade studentexamen 1941 och utexaminerades från Chalmers tekniska högskola 1946. Han blev biträdande ingenjör vid Göteborgs hamnstyrelse 1946, byråingenjör vid Malmö hamnförvaltning 1949, chef för AB Nils P. Lundhs avdelning i Västerås 1950 och verkställande direktör i Byggnads AB Gustav Ahlqvist i Västerås 1969. Han blev styrelseledamot i AB Nils P Lundh 1962. Han blev löjtnant i Väg- och vattenbyggnadskåren 1950 och major där 1971. Han utgav AB Nils P. Lundh – Västerås 1950–1968 (1977).